# Tärna landskommun, Uppland
För landskommunen med detta namn i Lappland, se Tärna landskommun, Lappland.
Tärna landskommun var en tidigare kommun i Västmanlands län. 

## Administrativ historik
Den inrättades i Tärna socken i Simtuna härad i Uppland när 1862 års kommunalförordningar trädde i kraft. 
Vid kommunreformen 1952 bildade den storkommun, då de tidigare kommunerna Kila, Kumla och Norrby gick upp i Tärna.
Den upplöstes år 1971, då hela området tillfördes Sala kommun.
Kommunkoden var 1918.

### Kyrklig tillhörighet
I kyrkligt hänseende tillhörde kommunen Tärna församling. Den 1 januari 1952 tillkom församlingarna Kila, Kumla och Norrby.

## Geografi
Tärna landskommun omfattade den 1 januari 1952 en areal av 344,98 km², varav 341,83 km² land.

### Tätorter i kommunen 1960
I Tärna landskommun fanns tätorten Ransta, som hade 350 invånare den 1 november 1960. Tätortsgraden i kommunen var då 9,3 procent.

## Politik

### Mandatfördelning i valen 1950-1966
| 10 | 19 | 5 |  |

| 31 |

| 3 | 9 | 17 | 4 | 2 |

| 29 | 6 |

| 8 | 5 | 17 | 3 | 2 |

| 31 |

| 10 | 3 | 17 | 3 | 2 |

| 31 |

| 9 | 19 | 3 | 4 |

| 29 | 6 |